# گیلگمش ۱۸۱۲
سیارک ۱۸۱۲ (به انگلیسی: 1812 Gilgamesh، نامگذاری:4645P-L) هزار و هشتصد و دوازدهمین سیارک کشف شده‌است که در ۲۴ سپتامبر ۱۹۶۰ کشف شد.
قدر مطلق سیارک برابر ۱۱٫۳۰ است.